# Ingrid Bejerman
Ingrid Bejerman (Campinas, 1975) é uma jornalista e escritora brasileira.
Especializada em jornalismo cultural, assuntos latinoamericanos e educação jornalística, foi colunista do jornal O Estado de S. Paulo entre 1998 e 2002, coordenadora de programas da Fundación para un Nuevo Periodismo Iberoamericano em Cartagena das Índias, Colômbia, e diretora operativa da Cátedra Latinoamericana Julio Cortázar da Universidade de Guadalajara, no México.
Atualmente é investigadora em estudos jornalísticos na McGill University em Montreal, Canadá.